# اليابان في الألعاب الآسيوية 1974
شَاركَتْ اليابان في دورة الألعاب الآسيوية 1974 التي أُقيمت في طهران الإيرانية في الفترة من 1 سبتمبر إلى 16 سبتمبر 1974. احتلَّت اليابان المرتبة الأولى بـ 72 ميدالية ذهبية و 51 ميدالية فضية و 49 ميدالية برونزية بمَجمُوع 172 ميدالية لتحتل بذلك صَدارة جدول الميداليات.